# Liste des accidents ferroviaires aux États-Unis
La liste des accidents ferroviaires aux États-Unis, est une liste non exhaustive des principaux accidents ferroviaires survenus sur le territoire des États-Unis.
Les déraillements sont courants aux États-Unis, où 1 164 trains ont déraillé en 2022, soit 3 par jour en moyenne, selon les services ferroviaires.

## Accidents par ordre chronologique

### XIXesiècle
- 17 juillet 1856 : Catastrophe de Camp Hill.
- 29 décembre 1876 : Catastrophe ferroviaire d'Ashtabula.

### XXesiècle
- 11 mai 1905 : À Harrisburg (Pennsylvanie), vers 1 heure, un train de voyageurs pour Chicago percute un train de marchandises déraillé comprenant deux wagons de dynamite, qui explosent. La catastrophe fait 35 morts et plus de 100 blessés parmi les 169 voyageurs de l'express[2].
- 1er mars 1910 : Avalanche de Wellington.
- 9 juillet 1918 : Grande catastrophe ferroviaire de 1918 à Nashville.
- 30 octobre 1972 : À Chicago, deux trains de banlieue entrent en collision, faisant ainsi 45 morts et 332 blessés[3],[4].
- 15 septembre 1958 : Accident ferroviaire de la baie de Newark.

- 12 mai 1989 : Un convoi de marchandises composé de 6 locomotives et 69 wagons de la Southern Pacific perd le contrôle de ses freins dans la descente de la Cajon Pass (Col de Cajon, Californie) et, à 170 km/h au lieu de 55, sort d’un virage serré à l’entrée de San Bernardino détruisant 7 maisons de la Duffy Street. Deux des 6 machinistes sont tués ainsi que 2 garçonnets dans les maisons détruites. Une conduite souterraine de gaz ayant été endommagée par le déraillement, une explosion dévastatrice se produit le 25 mai suivant, au passage d’un convoi, brûlant vives 2 personnes au sol et détruisant 11 autres maisons et 21 voitures[5].

- 22 septembre 1993 : Accident ferroviaire de Big Bayou Canot.

### XXIesiècle
- 6 janvier 2005 : « Accident ferroviaire de Graniteville ». La collision entre deux trains de marchandises de la compagnie Norfolk Southern à Graniteville (Caroline du Sud) fait au moins huit morts et provoque la formation d'un nuage de chlore par suite de la rupture d'un wagon-réservoir. Plus de 5000 riverains ont dû être évacués. L'accident serait la conséquence d'une erreur d'aiguillage[6].

- 12 septembre 2008 : Un train de banlieue et un convoi de marchandises de l'Union Pacific se percutent à 50 km de Los Angeles faisant 25 morts et 134 blessés[7].

- 22 juin 2009 : Accident de métro du 22 juin 2009 à Washington, collision entre deux rames du métro de Washington sur une section aérienne, 9 morts[8].

- 17 mai 2013 : Accident ferroviaire de Fairfield.

- 12 mai 2015 : Accident ferroviaire de Philadelphie, déraillement par survitesse, huit morts.
- 10 mars 2017 : Déraillement d'un train de wagons-citerne d'éthanol sur un pont dans le nord-ouest de l'Iowa. 27 des 101 wagons on déraillé déversant une grande quantité d'éthanol dans un cours d'eau et générant un incendie qui a duré 15 heures[9].
- 27 juin 2022 : Déraillement à Mendon (Missouri) d'un train Los Angeles - Chicago après une collision contre un camion à benne ; sept des huit voitures ont basculé sur leur flanc droit, causant la mort de 3 passagers[10].
- 4 février 2023 : Déraillement d'un train à la frontière entre l’Ohio et la Pennsylvanie [11]. Ce train transportait de grandes quantités de matériaux dangereux, notamment plusieurs centaines de milliers de litres de chlorure de vinyle, un gaz cancérogène utilisé pour confectionner des résines plastiques.